# لورانس د. مايلز
لورانس د. مايلز (بالإنجليزية: Lawrence D. Miles)‏ هو اقتصادي أمريكي، ولد في 21 أبريل 1904، وتوفي في 1 أغسطس 1985.